# Nécropole
Ne doit pas être confondu avec Cimetière ou Ossuaire.

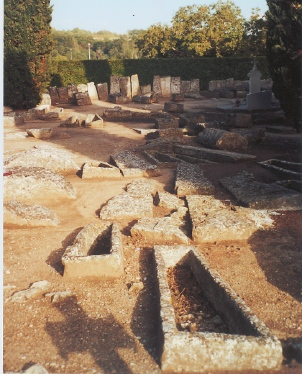
Nécropole mérovingienne de Civaux (France).

Une nécropole (du grec nécros et polis : Cité des morts) est un groupement de sépultures monumentales ou de tombes séparées des lieux de culte. Espace funéraire généralement antique, il se distingue du champ funéraire préhistorique qui n'abrite pas de monuments, et du cimetière médiéval qui voit l'extension des lieux de culte à leur environnement funéraire sacralisé.
Ce terme provient à l'origine d'une zone de l'antique Alexandrie appelée Nécropolis où l'on enterrait les morts et que l'on devrait qualifier de nécrochore, une accumulation de sépultures formant une agglomération (chora) et située en dehors des espaces d'habitations formant la ville proprement dite.
Par extension, le terme peut prendre plusieurs sens :
1. un groupement de nombreuses tombes, dans le sens employé en archéologie ;
2. un ensemble de sépultures monumentales et agglomérées ;
3. et par abus de langage, une nécropole princière (un monastère ou une abbaye) où les princes ou les princesses d’une dynastie ou d’un État ont coutume de se faire inhumer.

Le terme « nécropole » ne s'applique pas qu'à des sépultures humaines : il existe aussi des nécropoles d'animaux.

## Nécropoles mésopotamiennes

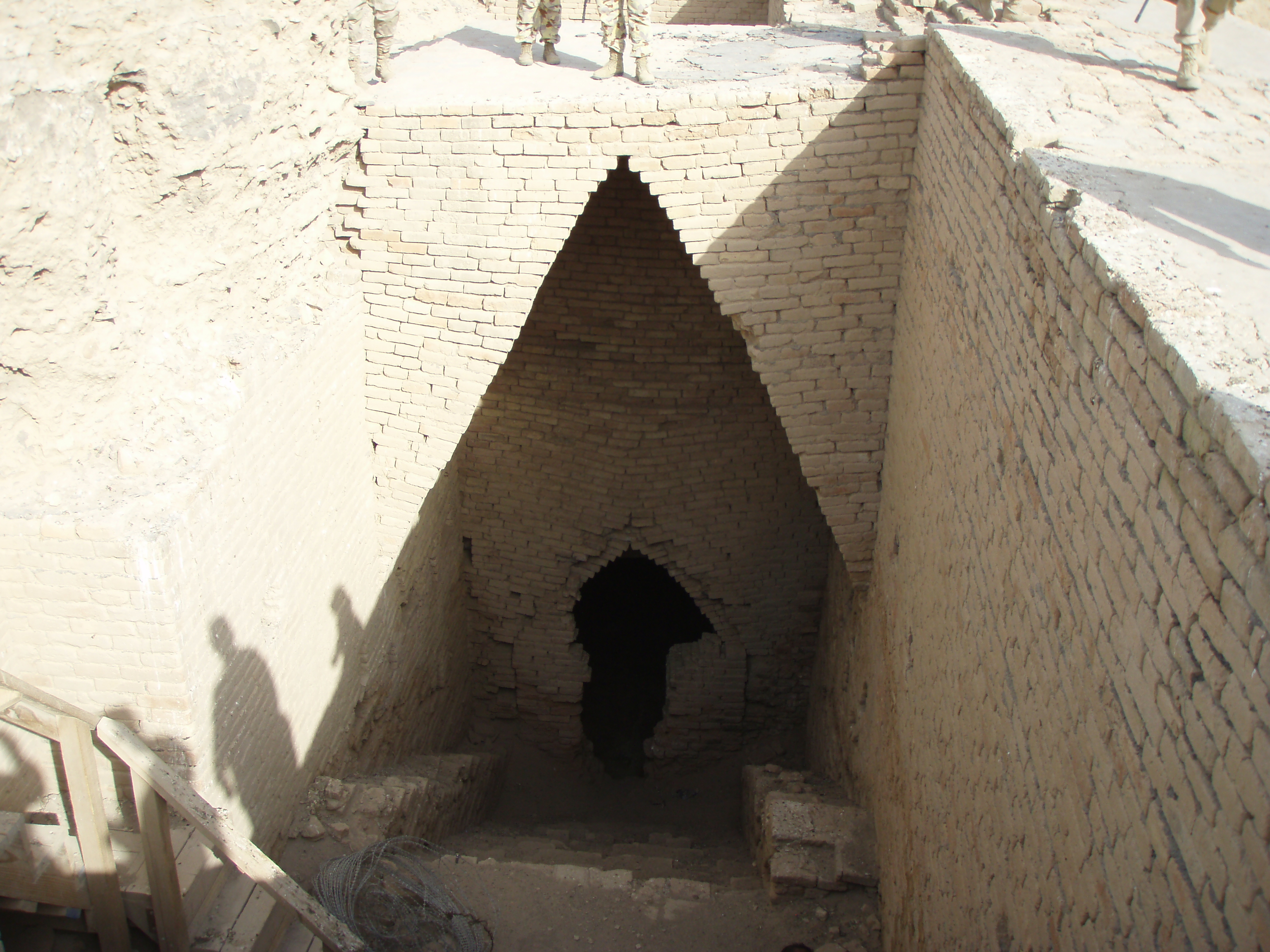
Tombeau royal à Ur

- Cimetière royal d'Ur
- Palais de Sargon d'Akkad[2]
- Nécropole d'Hillah, près de Babylone
- Nécropole Di Silvestro

## Nécropoles égyptiennes
- Abydos
- Saqqarah
- Nécropole de Gizeh
- Thèbes, avec Dra Abou el-Naga
- Vallée des Rois
- Vallée des Reines
- Vallée des Nobles
- Nécropole royale de Tanis

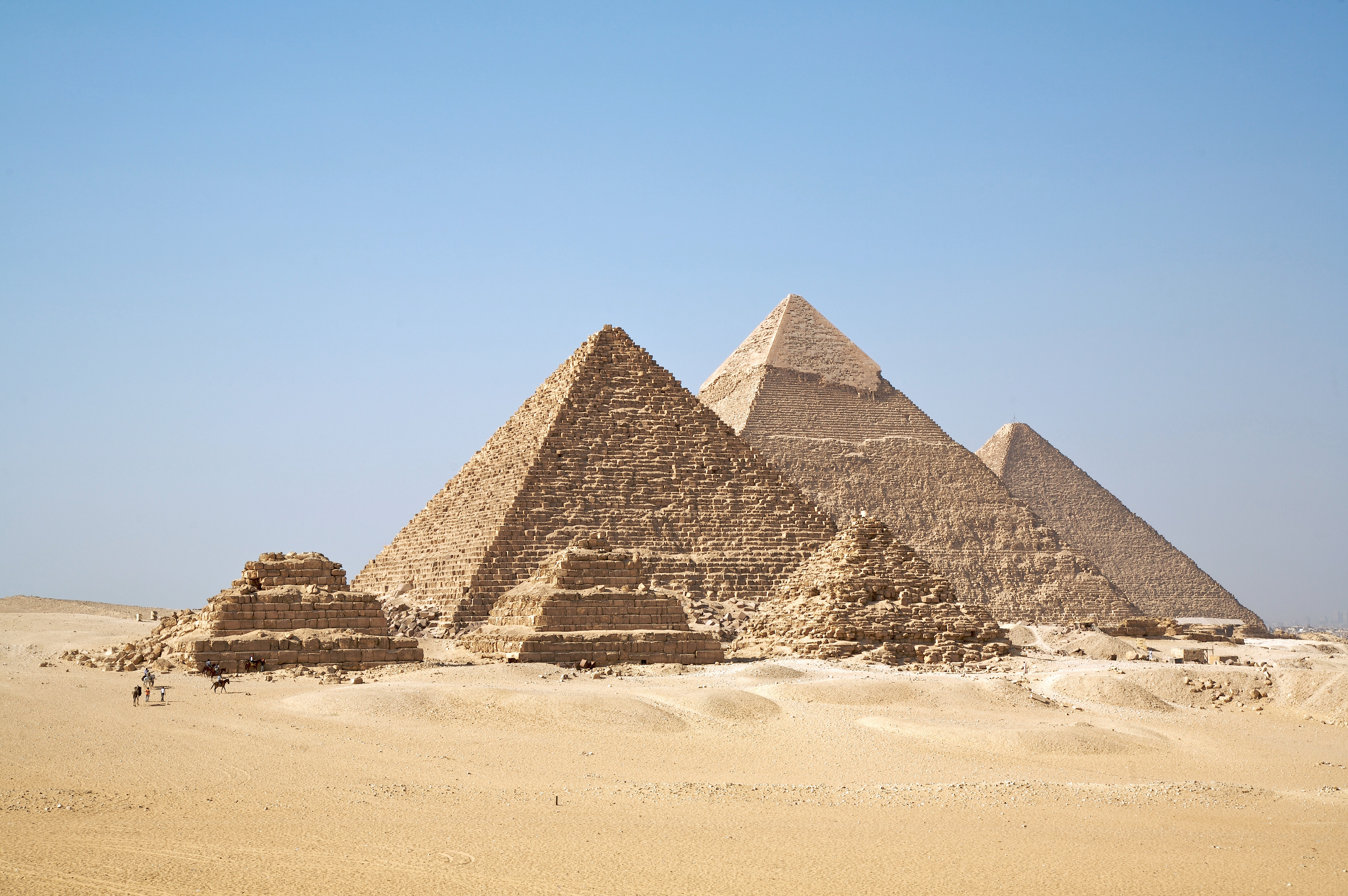
Les pyramides de Gizeh

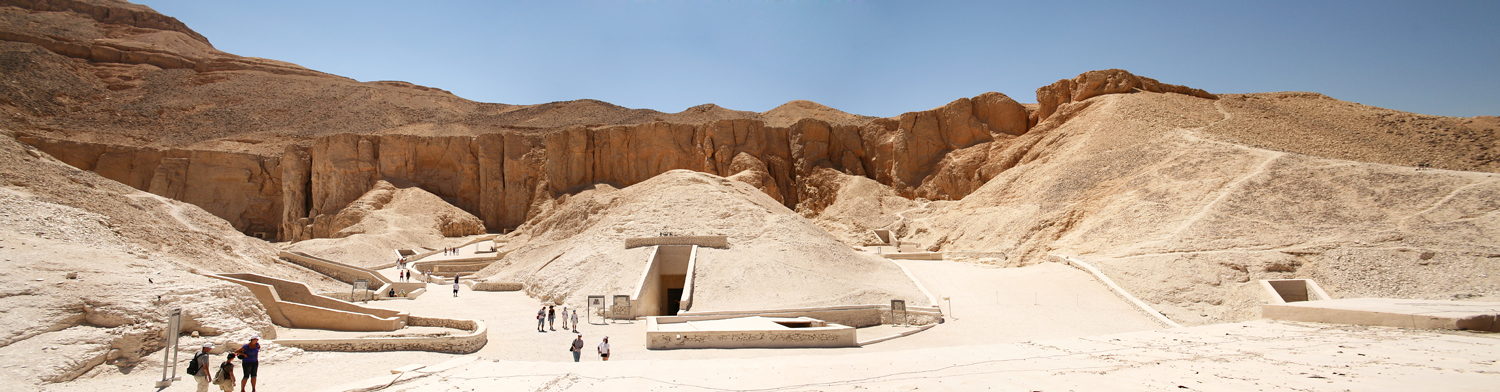
La Vallée des Rois

- Nécropole de Napata (actuellement au Soudan)
- Nécropole d'Alexandrie, voir Alexandrie

## Nécropoles grecques
- Cimetière du Céramique (Athènes)
- Nécropole de Phalère (Athènes)
- Nécropole de Rhénée (Délos)
- Nécropole d'Aigai (Macédoine)
- Nécropole de Derveni (Macédoine)

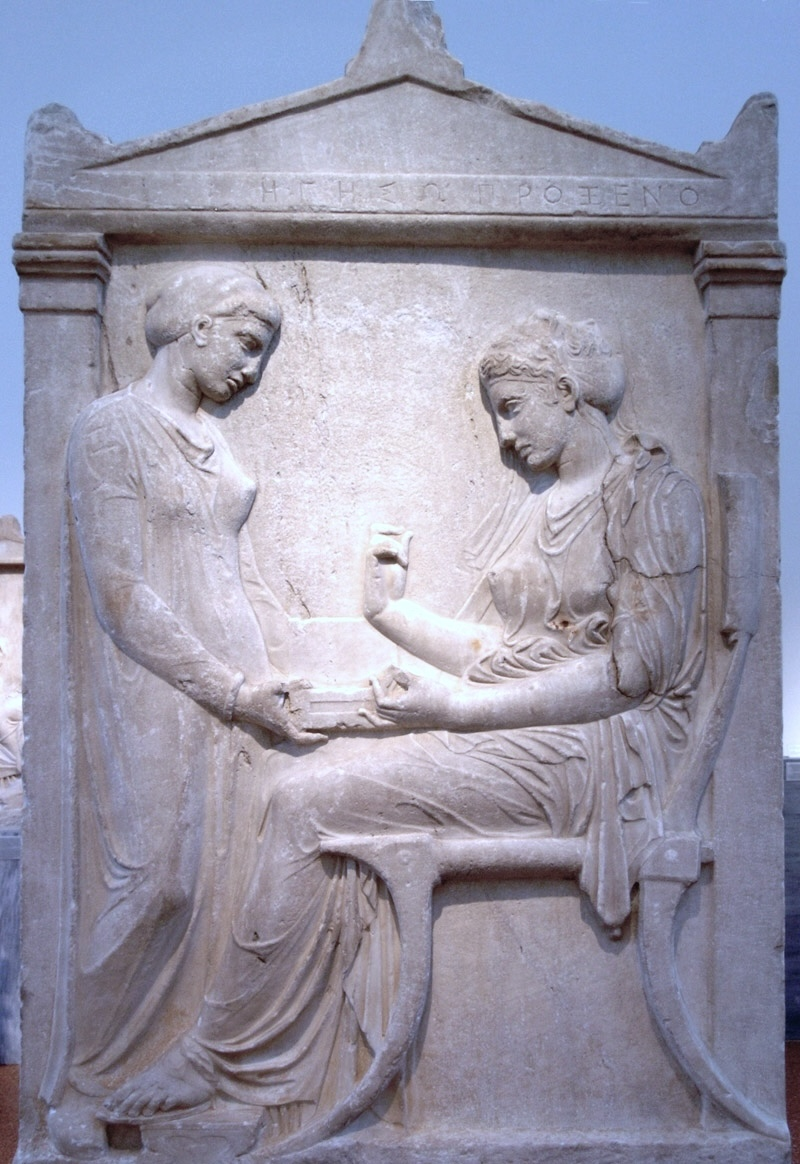
Stèle d'Hègèsô, découverte au cimetière du Céramique, à Athènes

- Nécropole d'Ágios Athanásios (Macédoine)
- Nécropole de Spáthes (Piérie)
- Nécropole de Lefkandi (ancienne Érétrie)

## Nécropoles étrusques
Quelques exemples :
- Tarquinia : nécropole de Monterozzi (6 000 tombes, dont 200 peintes).
- Cerveteri : nécropole de Banditaccia.
- Véies : sanctuaire de Portonaccio
- Castiglione della Pescaia : site archéologique de Vetulonia sur la frazione de Vetulonia.
- Orvieto : Nécropole du Crucifix du Tuf et Nécropole de Cannicella.
- Sorano et Sovana : Area archeologica di Sovana.
- Sarteano : nécropole delle Pianacce
- le site de la Cosa étrusque près d'Orbetello : Tagliata Etrusca et de la Spacco della Regina.

## Nécropoles françaises
- Nécropole nationale de Notre-Dame-de-Lorette

### Nécropoles préhistoriques
- Liévin, sur la butte nommée "Riaumont" des traces des époques néolithique et gallo-romaine, ainsi que 752 tombes ont été découvertes.
- Lauwin-Planque : nécropole de l'âge du bronze (-2000 à 1700 av. J.-C.) dans le périmètre de la ZAC Lauwin-Park.

### Nécropoles celtes
- Nécropole gauloise de Bouqueval
- Cimetière celtique de La Fosse Cotheret

### Nécropoles romaines et mérovingiennes

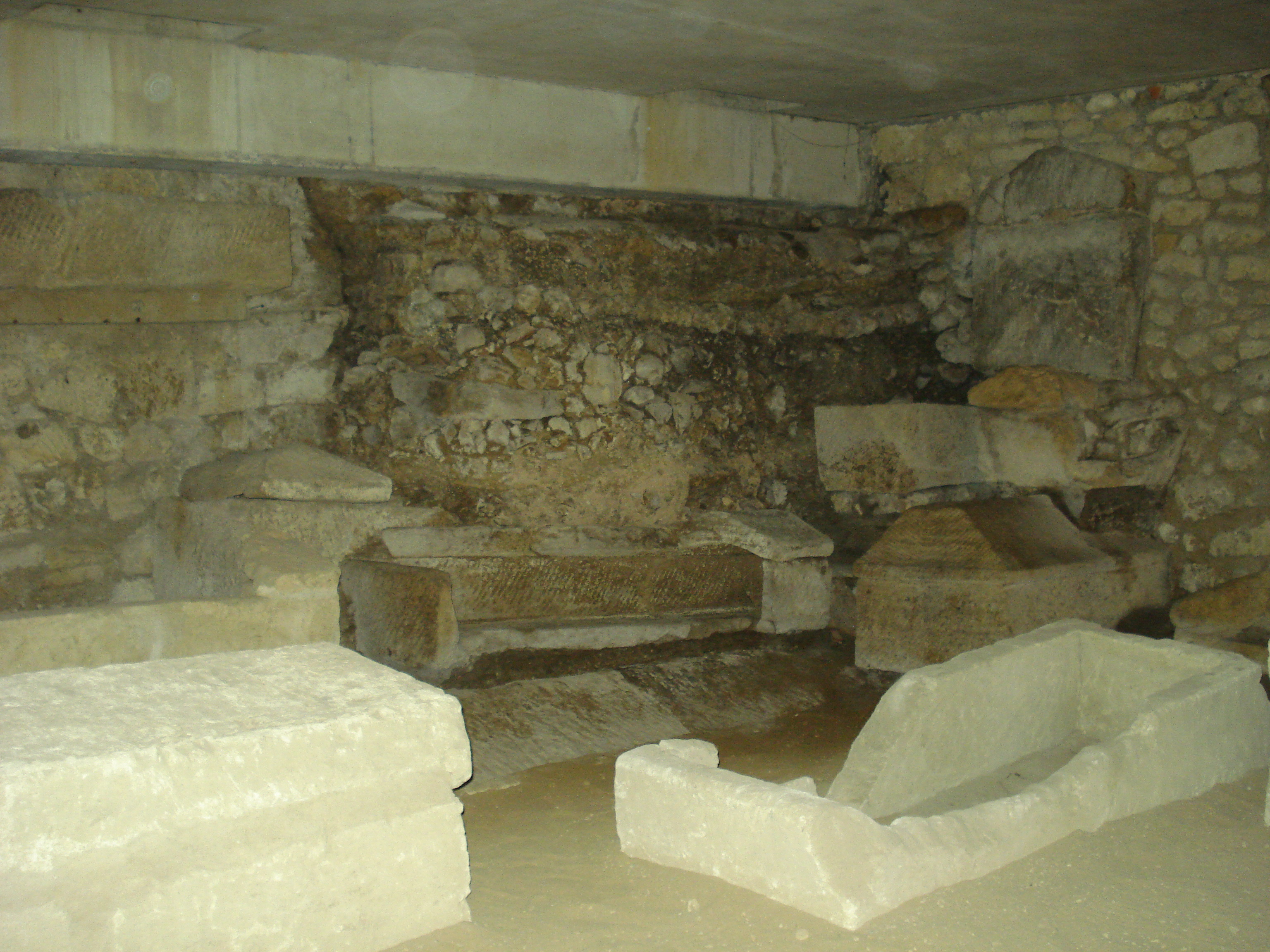
La nécropole paléochrétienne dans la crypte archéologique de la basilique Saint-Seurin de Bordeaux a livré plus de cent sépultures d'une grande variété : en terre libre, coffrages de pierre, cercueils de bois, sous tuiles, sarcophages de pierre et amphores-tombes enfantines.

- Arles - Les Alyscamps : nécropole de plusieurs sarcophages, datant de l'époque romaine
- Audun-le-Tiche : nécropole mérovingienne et fanum gallo-romain
- Nécropole gallo-romaine et mérovingienne de Breny
- Nécropole mérovingienne du Brigandin à Chéméré (Loire-Atlantique)
- Nécropole de Saint-Martin-des-Champs à Bourges.
- Basilique Saint-Seurin de Bordeaux.
- Civaux : nécropole de plusieurs centaines de sarcophages, datant de l'époque mérovingienne
- Menucourt, rue des Poiriers-Gris, ancienne nécropole.
- Goudelancourt-lès-Pierrepont : nécropole mérovingienne
- Vorges : nécropole datant de l'époque mérovingienne

### Nécropoles des rois, princes et grands hommes

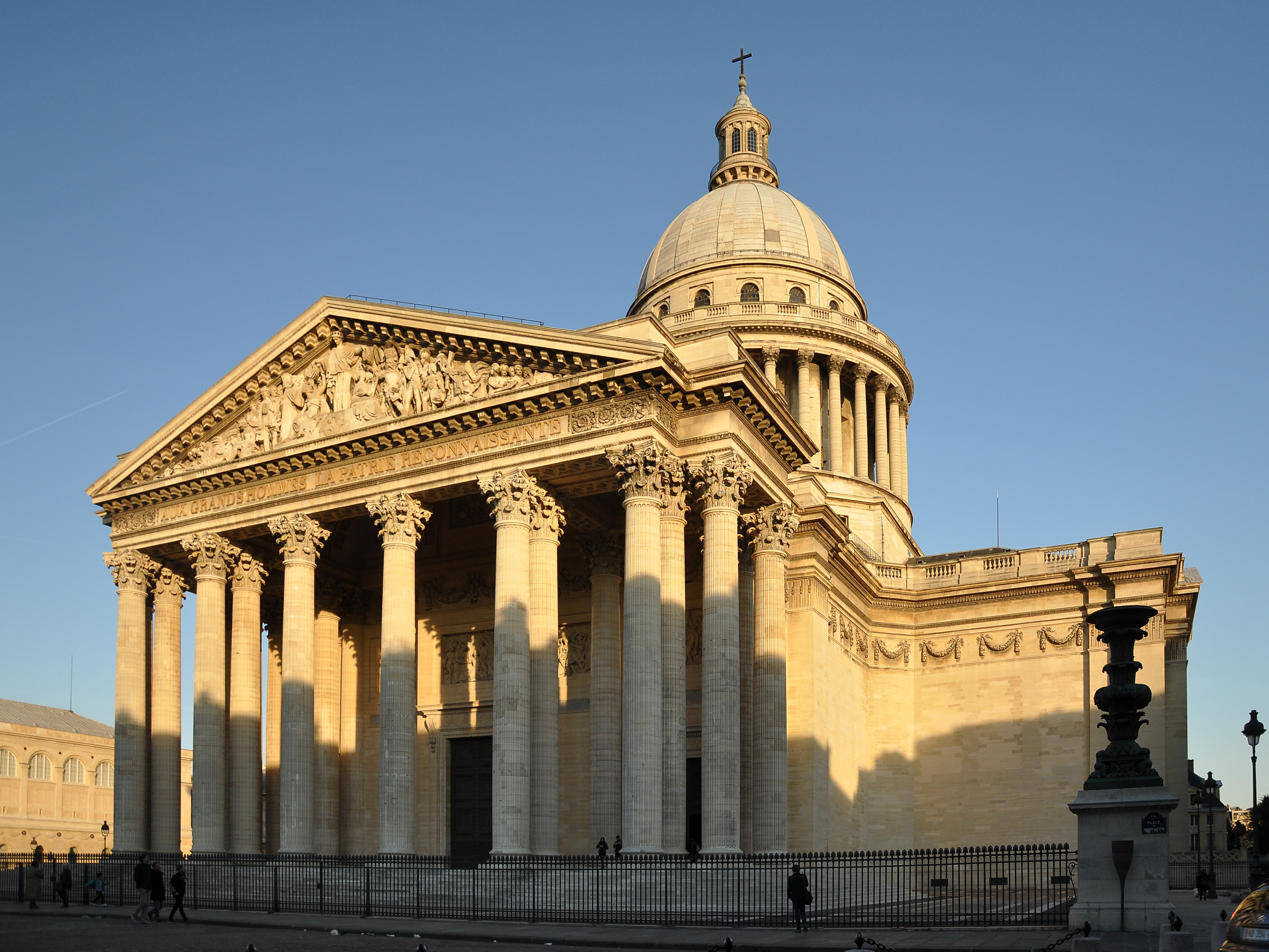
Le Panthéon, à Paris

- basilique de Saint-Denis : nécropole des rois de France
- Panthéon de Paris : nécropole des Grands Hommes
- Hôtel des Invalides : nécropole des grands chefs militaires français
- Chapelle royale de Dreux : nécropole de la Maison d'Orléans

### Nécropole de la Seconde Guerre mondiale
- Nécropole nationale de Condé-Folie (Somme)

### Nécropole des guerres en Indochine
- Mémorial des guerres en Indochine à Fréjus (département du Var)

## Nécropoles suisses
- La Tène
- Le Mormont
- Münsingen

## Autres nécropoles

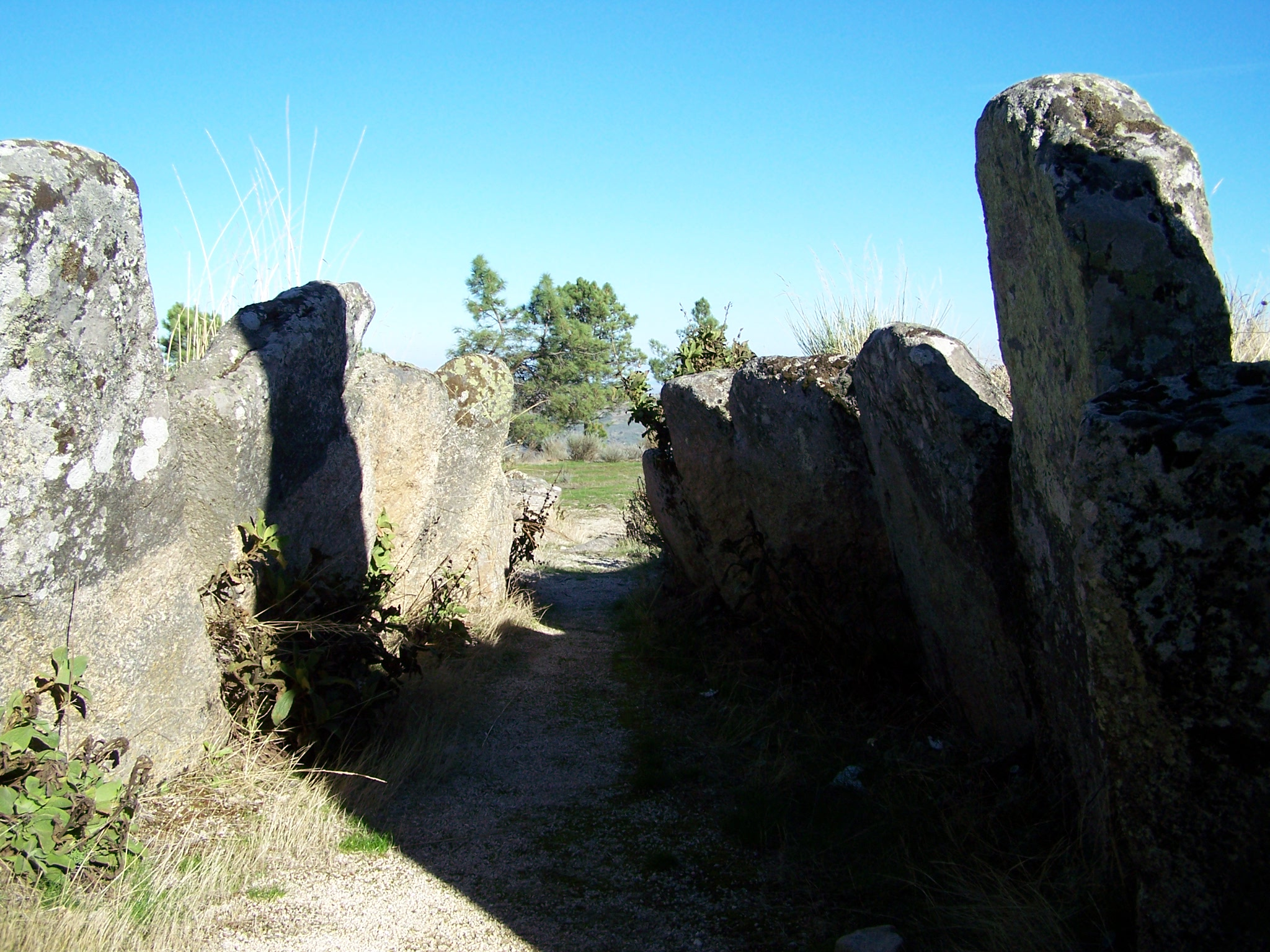
Nécropole mégalithique d'Antas au Portugal.

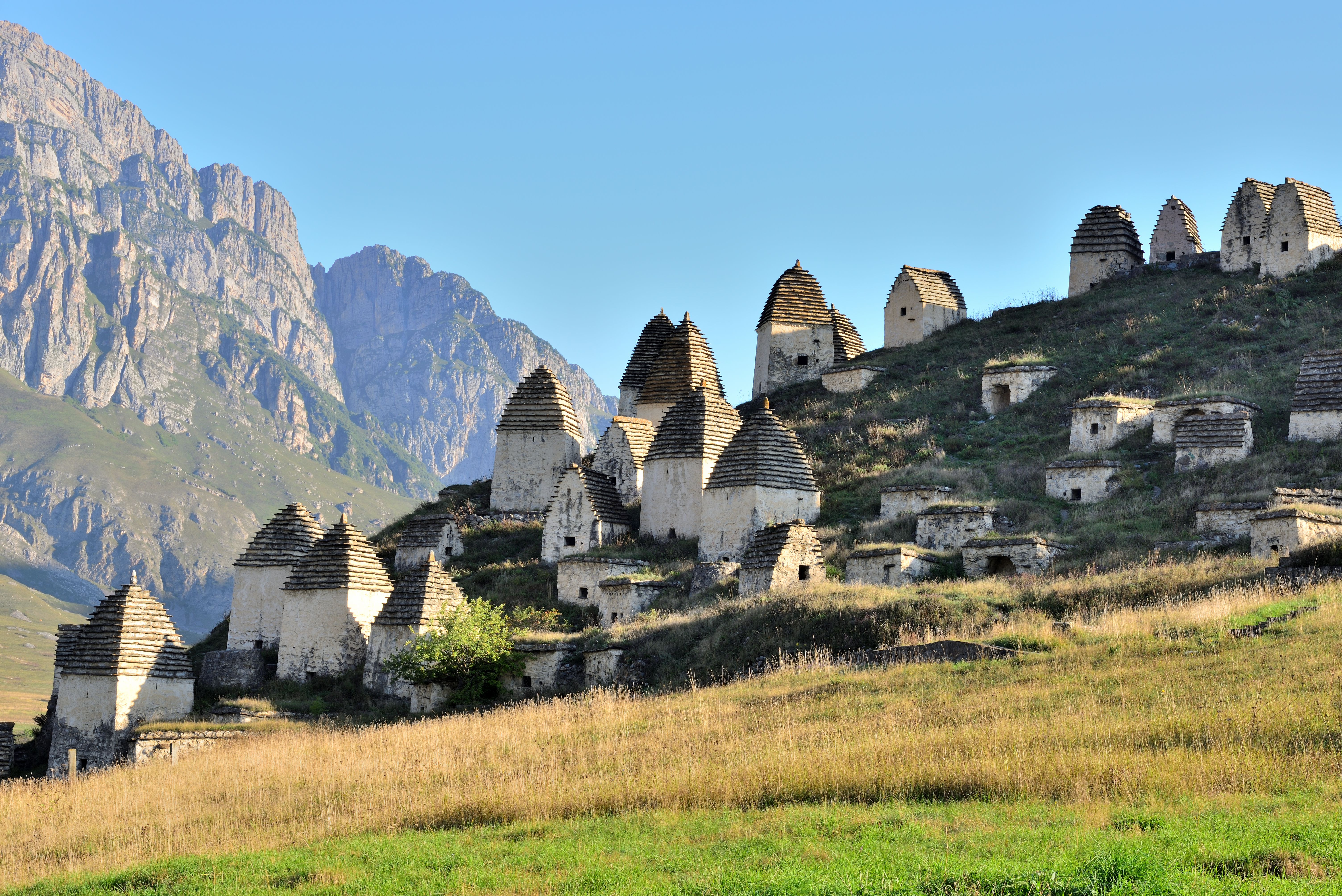
La nécropole de Dargavs, sur les pentes du Djimara dans le Caucase. Aout 2018.

- Nécropole papale de la basilique Saint-Pierre au Vatican
- Nécropole de Chella à Rabat au Maroc
- Nécropole de Pantalica en Sicile
- Nécropole de Varna en Bulgarie d'où proviennent les objets en or les plus anciens jamais découverts à ce jour
- Nécropole des chevaux de tsars en Russie.
- Nécropole de Dargavs dans la république d’Ossétie du Nord
- Tchar-Bakr Nécropole en Ouzbékistan à Boukhara.